# Villie landskommun
Villie landskommun var en tidigare kommun i dåvarande Malmöhus län.

## Administrativ historik
Kommunen bildades i (Södra) Villie socken i Ljunits härad i Skåne när 1862 års kommunalförordningar trädde i kraft. Namnet var först Södra Villie landskommun men ändrades från och med 1 januari 1887 (enligt beslut den 11 december 1885) till endast Villie.
Vid kommunreformen 1952 uppgick kommunen i Rydsgårds landskommun som uppgick 1971 i Skurups kommun.

## Politik

### Mandatfördelning i Villie landskommun 1942-1946
| 8 | 6 | 1 | 2 |

| 16 |

| 8 | 7 | 2 |

| 14 | 3 |